# 法國南部
法國南部，也稱為法國南方或在法語中俗稱為， 是一個地理區域，包括與大西洋（普瓦圖沼澤以南）、 西班牙、地中海和意大利接壤的法國大區。它包括西部的新阿基坦大區南部、中部的奧克西塔尼大區、東北部的奧弗涅-隆-阿爾卑斯大區南部、東南部的普羅旺斯-阿爾卑斯-蔚藍海岸大區，以及東南部的科西嘉島。法國南部由於與地中海的聯繫，通常被認為是南歐的一部分。
該地區的法語俗稱le Midi源自古法語複合詞，由mi（「中間」）和di（「日」）組成，字面意思是「正午」。 因此，這個術語在起源和含義上都與指稱意大利南部的，以及羅馬尼亞語中表示南方的同義詞相似。

## 地理
該地區在很大程度上對應於南歐的奧克西塔尼亞，這是一個歷史文化區域，在這裡奧克語（法語：langue d'oc）是主要語言，有別於法國北部的。儘管屬於奧克西塔尼亞的一部分，奧弗涅大區和利穆贊大區通常不被認為是法國南部的一部分。法國南部的最大城市有馬賽、土魯斯、波爾多、尼斯和蒙彼利埃。比利牛斯山脈和法國阿爾卑斯山也位於該地區，分別在其西南部和東部。位於法國本土南部、意大利薩丁島北部的科西嘉島也可能包括在內。

## 旅遊
著名的旅遊地標包括羅馬帝國時期的加爾橋和尼姆競技場；位於上普羅旺斯阿爾卑斯省的韋爾東峽谷；連接土魯斯與地中海的米迪運河；以及拉爾扎克、呂貝隆和卡馬格等自然區域。法國蔚藍海岸位於法國南部的東南象限。法國南部的幾個城鎮以其建築和環境而聞名，如沃克呂茲省魯西永、梅內爾布、科爾德敘爾西埃爾、戈爾德、羅卡馬杜爾、雷恩勒沙托、普羅旺斯地區萊博、盧爾馬蘭、加桑、聖保羅德旺斯、索爾格河畔利勒、塞朗、克里永勒布拉夫和聖雷米德普羅旺斯。

尼斯在國外常被認為是法國南部最知名的城市，儘管馬賽是最大的城市。
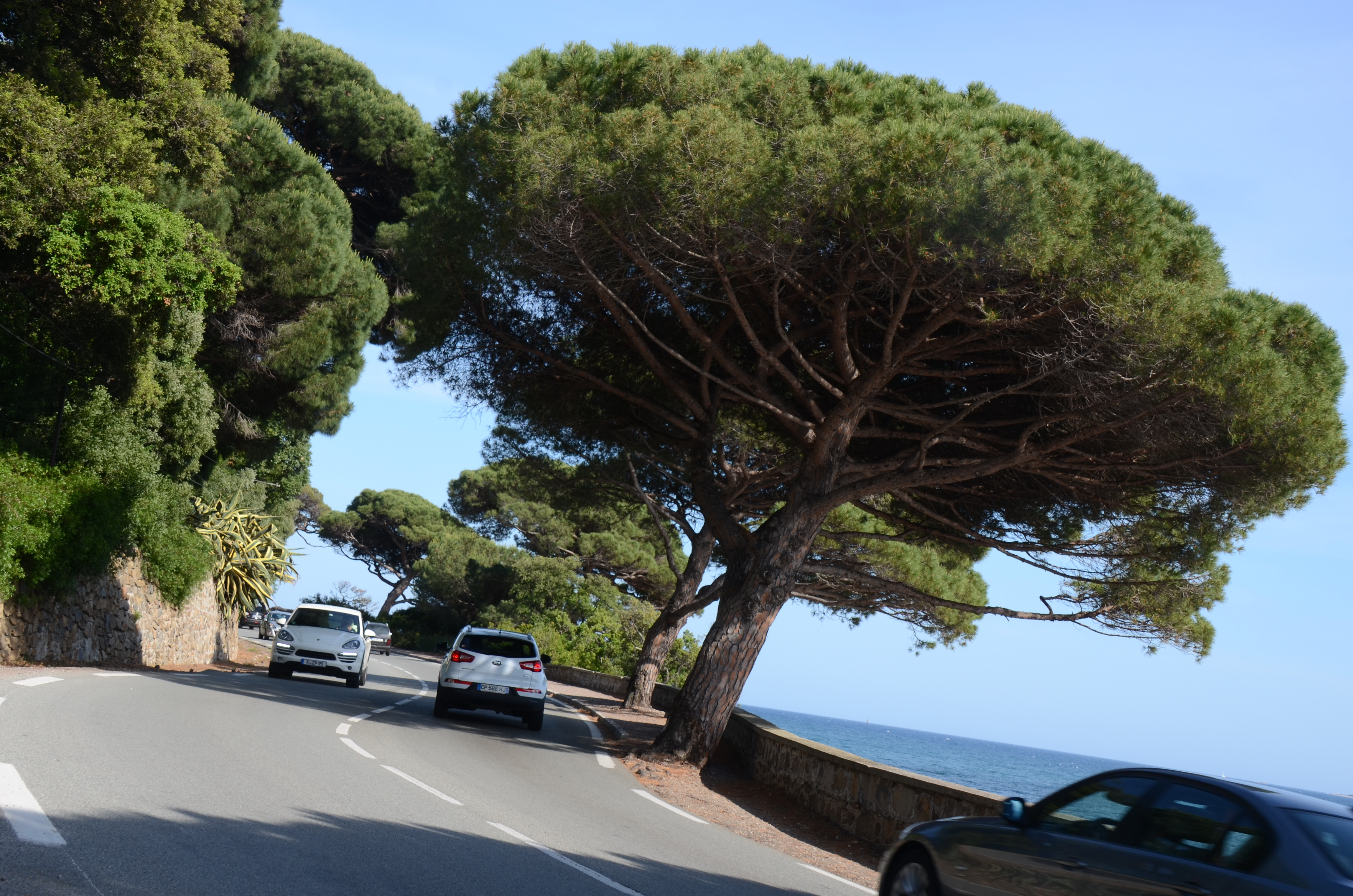
聖馬克西姆附近的海岸公路
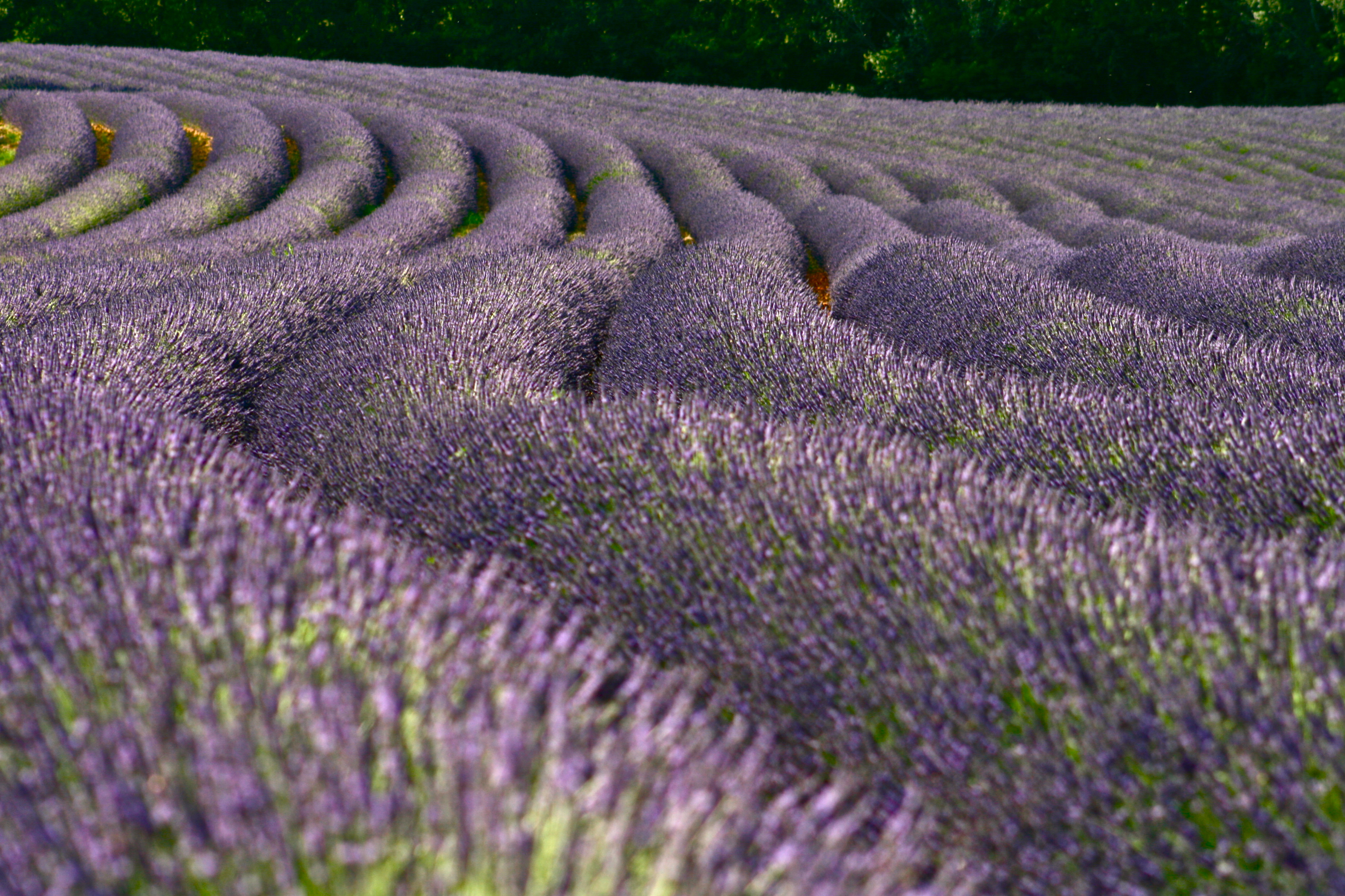
薰衣草田是法國南部的著名特色，主要位於普羅旺斯。
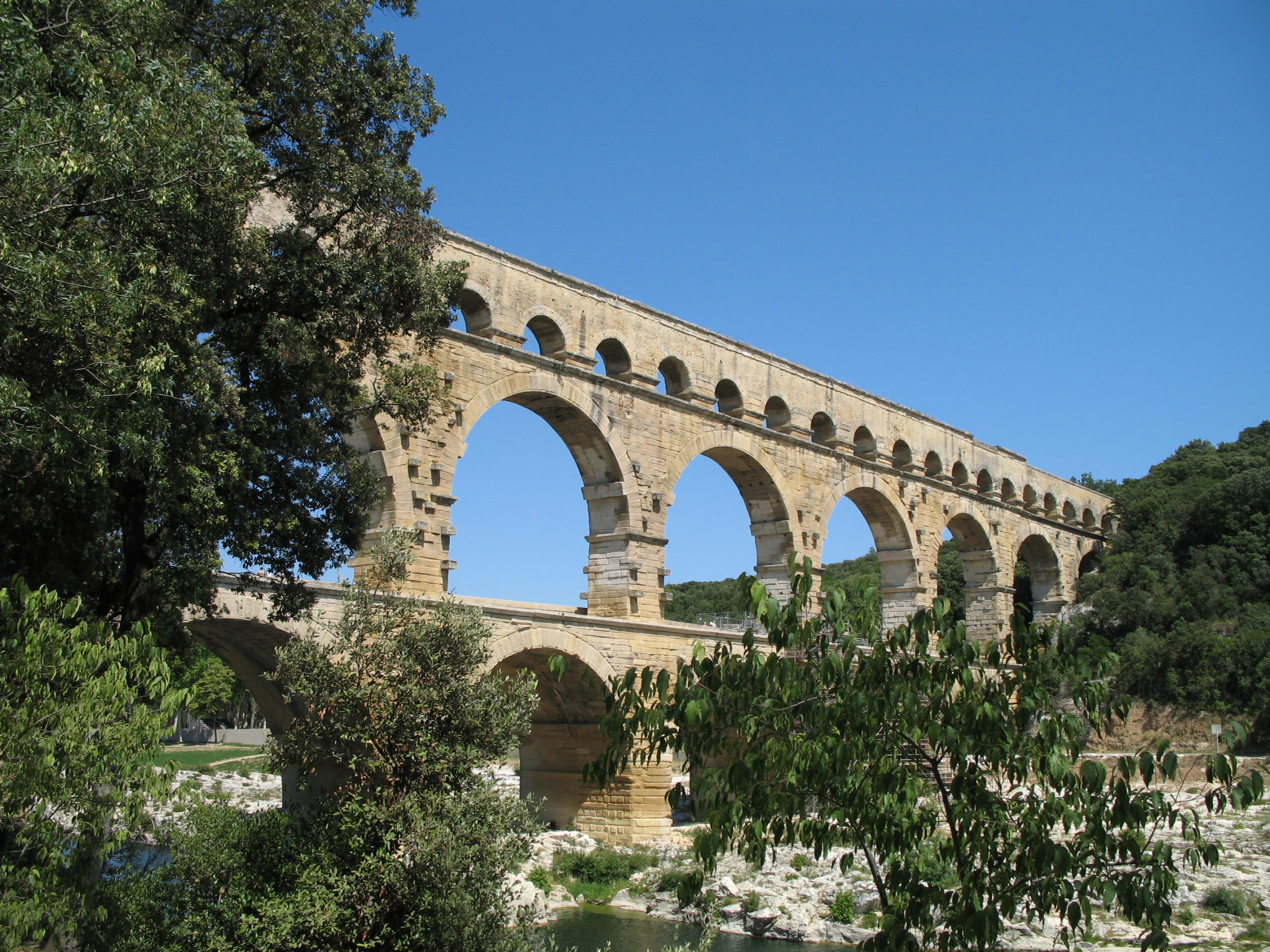
加爾橋，聯合國教科文組織世界遺產
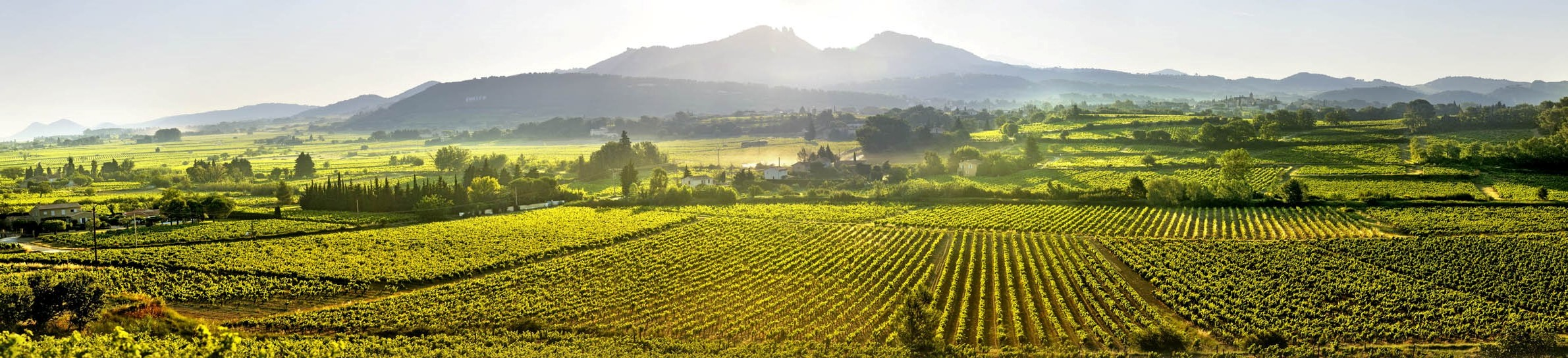
生產普羅旺斯葡萄酒的沃克呂茲省葡萄園景觀
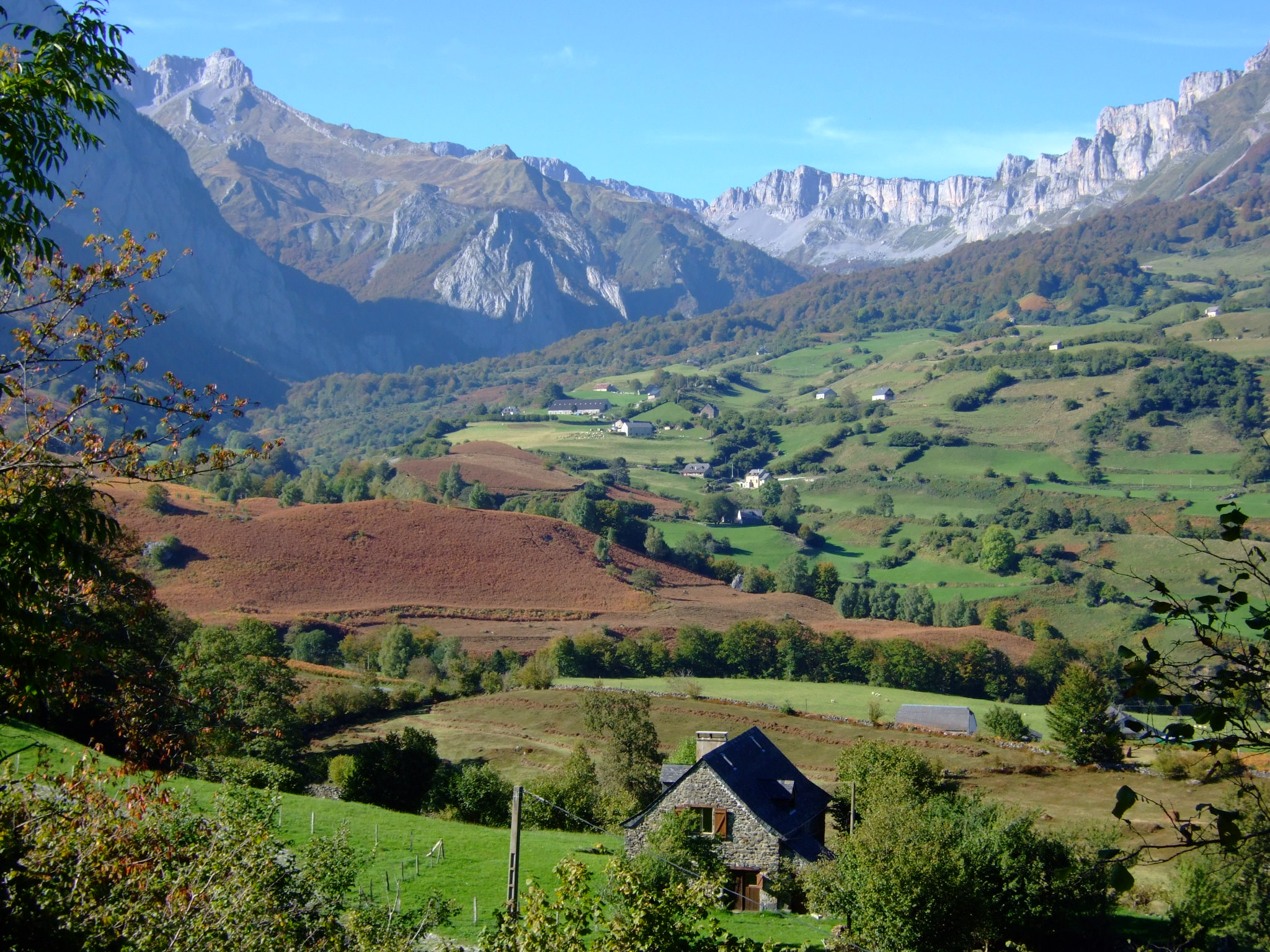
大西洋比利牛斯省歷史省份貝阿恩的傳統景觀
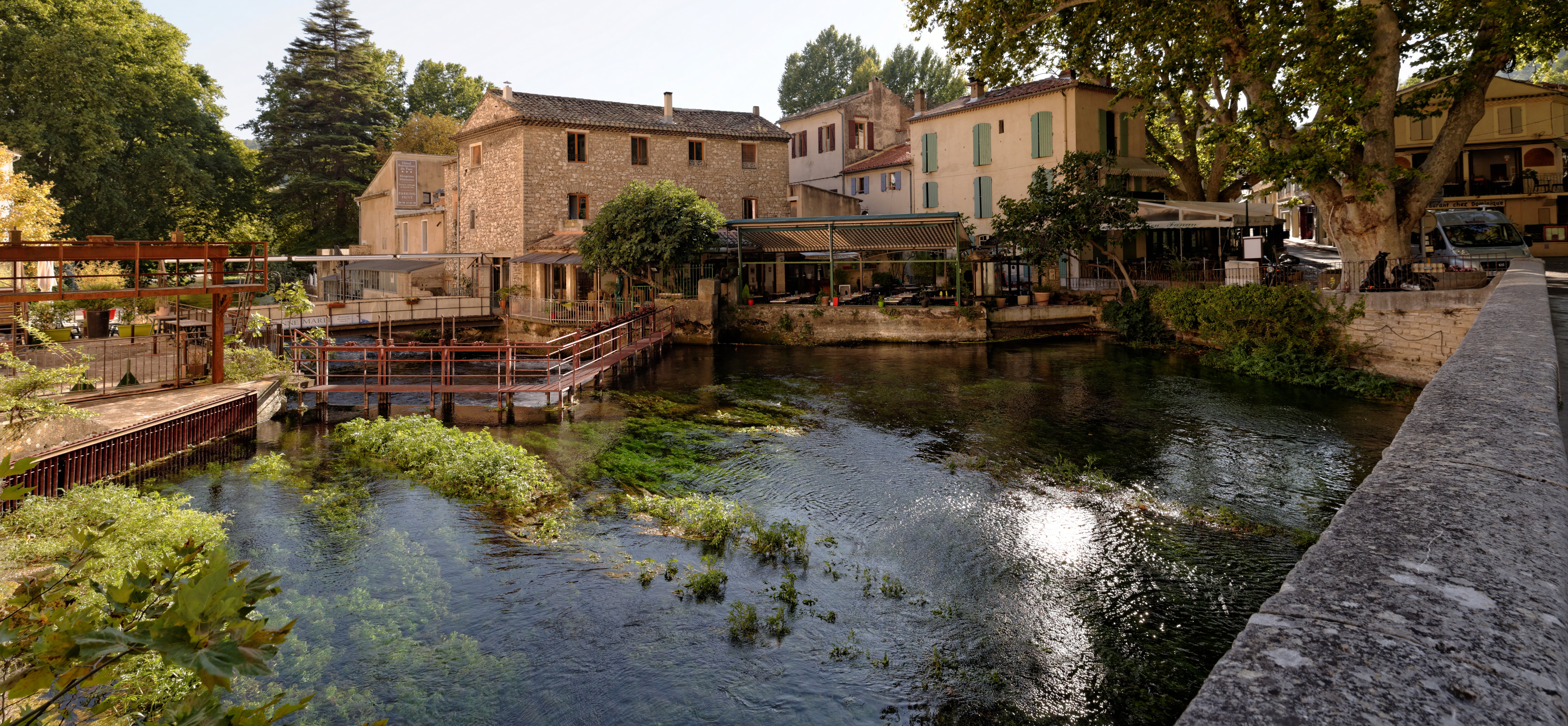
亞維農附近的沃克呂茲泉村莊

## 美食
法國南部的美食與法國北部和其他地中海國家不同。與法國其他地區的主要區別在於使用橄欖油而非黃油。當地農業提供食用和烹飪用的橄欖、製作鵝肝醬的鴨和鵝、用於製作卡蘇萊砂鍋的扁豆、產洛克福乾酪的羊奶、番茄和甜瓜。為了搭配豐富的食物，該地區還提供更濃郁的葡萄酒，來自波爾多葡萄酒產區、卡奧爾葡萄酒、馬迪朗葡萄酒和朗格多克-魯西永葡萄酒，這些都可以配上來自阿馬尼亞克的白蘭地。

## 電影
以下電影以法國南部為背景：
- 《捉賊記》（1955年）
- 《夏日假期》（1963年）
- 《狂人皮埃羅》（1965年）
- 《呆子》（1965年）
- 《拉孔布·呂西安》（1974年）
- 《法國販毒網續集》（1975年）
- 《巡弋飛彈》（1983年）
- 《紫雨風暴》（1986年）
- 《甘泉瑪儂》（1986年）
- 《甘泉瑪儂》（1986年）
- 《騙徒一籮筐》（1988年）
- 《幸福在田野》（1995年）
- 《黃金眼》（1995年）
- 《的士》（1998年）
- 《濃情朱古力》（2000年）
- 《玩命快遞》（2002年）
- 《泳池情殺案》（2003年）
- 《偉大的旅程》（2004年）
- 《無價之寶》（2006年）
- 《雜貨店老闆的兒子》（2007年）
- 《豆豆先生的黃金週》（2007年）
- 《阿默》（2009年）
- 《月光下的魔法》（2014年）
- 《凸搥特派員：三度出擊》（2018年）